# Krebs (Oklahoma)
Krebs è una città degli Stati Uniti, situata nello Stato dell'Oklahoma, nella Contea di Pittsburg.